# Park Tivoli (Ljubljana)
Tivoli is het grootste park in Ljubljana, de hoofdstad van Slovenië. Het is gelegen aan de rand van het centrum, dat zich uitstrekt tot de wijk Šiška in het noorden, Vič in het zuiden en Rožnik in het westen.
Het park werd aangelegd tijdens de Franse keizerlijke administratie van Ljubljana in 1813 en is vernoemd naar de Parijse Jardins de Tivoli. In de jaren 1920 werd het gerenoveerd door de beroemde Sloveense architect Jože Plečnik, die de Jakopič Promenade die loopt door het park ontwierp. Hij creëerde ook een lineaire visuele as gaande van het Tivoli-kasteel via de Cankarjeva cesta (Cankarweg), Čopova ulica (Čopstraat), naar het Prešernov Trg (Prešerenplein) en via de brug Tromostovje om te eindigen bij het kasteel van Ljubljana.
In het park staan verschillende belangrijke gebouwen, waaronder het Tivoli Kasteel, het Sloveens Nationale Museum voor Hedendaagse Geschiedenis en de Tivoli-sporthal.